# Frederick Hamlin
Frederick Hamlin (n. 18 aprilie 1881, Greater London, Anglia, Regatul Unit al Marii Britanii și Irlandei – d. 7 aprilie 1951, Surrey, Anglia, Regatul Unit) a fost un ciclist de performanță ce a reprezentat Regatul Unit al Marii Britanii și al Irlandei de Nord, medaliat olimpic. A participat la o ediție a Jocurilor Olimpice (1908) în care a câștigat o medalie de argint.

## Participări
Lista de mai jos prezintă principalele competiții la care a participat Frederick Hamlin de-a lungul carierei.
- cycling at the 1908 Summer Olympics – men's tandem[*]